# Sxeglov
Sxeglov (en rus: Щеглов) és un poble (un khútor) de l'óblast de Rostov, a Rússia, que en el cens del 2010 tenia 710 habitants, pertany al districte de Dubóvskoie.